# Urús-Martán
Urús-Martán (en checheno: ХІахІа-Марта, en ruso: Уру́с-Марта́н) es una ciudad de Rusia, perteneciente a la república de Chechenia. La ciudad está situada a orillas del río Martan, en el centro de la república, al sudoeste de Grozni.
Es el centro administrativo del raión de Urús-Martanovski, y la segunda ciudad más poblada de Chechenia. En el año 2007 tenía una población de 47.500 habitantes.
- Datos: Q196845
- Multimedia: Urus-Martan / Q196845